# بطولة ملك الجبل تي إن إيه
بطولة ملك الجبل تي إن إيه كانت بطولة مصارعة محترفة ملكتها منظمة توتال نونستوب أكشن ريسلينغ (تي إن إيه، الآن إمباكت ريسلينغ). تم تقديم البطولة في حلقة 23 أكتوبر 2008 من برنامج تي إن إيه إمباكت!. عرفت البطولة سابقًا باسم بطولة الأساطير تي إن إيه وفيما بعد بالبطولة الدولية تي إن إيه وبطولة التلفزيون تي إن إيه حتى استقرت على اسم بطولة ملك الجبل تي إن إيه. ظهرت البطولة في منظمة غلوبال فورس ريسلينغ (جي إف دبليو) بسبب اتفاق تبادل المواهب.
ولأنها بطولة لمصارعة المحترفين، فإن الفوز بها يكون عن طريق نهايات مخطط لها (محاور قصة مكتوبة). فاز جميع أبطال البطولة بها في أحداث نظمتها تي إن إيه حيث يعرض فوزهم على برنامج تي إن إيه إمباكت! المعروف حاليًا باسم إمباكت ريسلينغ في وقت متأخر. البطل الأول هو بوكر تي فيما كان البطل الأخير لاشلي، حيث تم إلغاء البطولة في 12 أغسطس 2016. كان هناك ما مجموعه 25 فترة حمل لقب مقسمة بين 19 مصارعًا فازوا بالبطولة.

## التاريخ

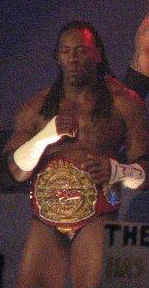
بوكر تي، أول ابطال بطولة تي إن إيه الأساطير

تم تقديم البطولة خلال محور قصة بين المواهب الشابة داخل الشركة ضد قدامى المصارعين فيها. في الأسابيع التي سبقت إزاحة الستار عن الحزام المادي، كان بوكر تي يحمل حقيبة فولاذية. في 23 أكتوبر 2008 من حلقة من إمباكت!، قدم بوكر تي الحزام عن طريق إزالته من الحقيبة، معلنًا عن اسمه كـ«بطولة الأساطير تي إن إيه» ومعتبرًا نفسه بطل البطولة الأول. كما قال أن البطولة كانت له وأنه سيدافع عنها عندما يرى الفرصة مناسبة. لقد عنى هذا أن البطولة (في محور الصة) ليست قانونية في تي إن إيه. في 15 مارس 2009 في حدث الدفع مقابل المشاهدة ديستنيشن إكس، فاز إيه جاي ستايلز بالبطولة حين هزم بوكر تي. بعد ذلك في 19 مارس 2009 في حلقة من إمباكت!، اعترفت المنظمة بستايلز كأول بطل يحقق إنجاز غراند سلام في تاريخ المنظمة حيث فاز ببطولة الوزن الثقيل العالمية (في إن دبليو إيه وتي إن إيه) وبطولة إكس ديفيجن وبطولة الأساطير. ثم غدت البطولة رسمية في تي إن إيه حين أعلن مدير الإدارة جيم كورنيت أن بطولة الأساطير أصبحت رسمية في المنظمة نتيجةً لفوز ستايلز على بوكر تي ولتوقيعهما عقد المباراة قبلها.
في 29 أكتوبر 2009، من حلقة إمباكت!، أعلن البطل حينها إريك يونغ تغير اسم البطولة إلى «البطولة الدولية تي إن إيه». كما ذكر أنه لن يدافع البطولة ضد مصارع أمريكي ولا على أرض أمريكية. ومع ذلك، كان دفاعه الأول في 10 ديسمبر 2009 من حلقة إمباكت! في أورلاندو بفلوريدا ضد المصارِعة اليابانية هامادا. دفاع يونغ عن البطولة خارج الأرض الأمريكية تم خلال دفاعه الثاني والثالث والرابع، حينما دافع عنها ضد سويسايد في غلاسكو وضد هامادا في بورنموث وحينما خسرها أمام المصارع الويلزي روب تيري بكارديف في ويلز خلال حدث حي أقيم في 27 يناير 2010. في 22 يوليو 2010 من حلقة إمباكت!، خسر تيري البطولة الدولية إلى إيه جاي ستايلز، الذي غير اسم البطولة إلى «بطولة التلفزيون تي إن إيه» في 29 يوليو 2010 من حلقة إمباكت!.
في 19 أبريل 2012، من حلقة إمباكت ريسلينغ، أمر مدير عام تي إن إيه هولك هوغان أن يدافع بطل بطولة التلفزيون عن البطولة عنها كل أسبوع. استمر دفاع البطل الأسبوعي حتى 21 يونيو 2012، حلقة من إمباكت ريسلينغ.

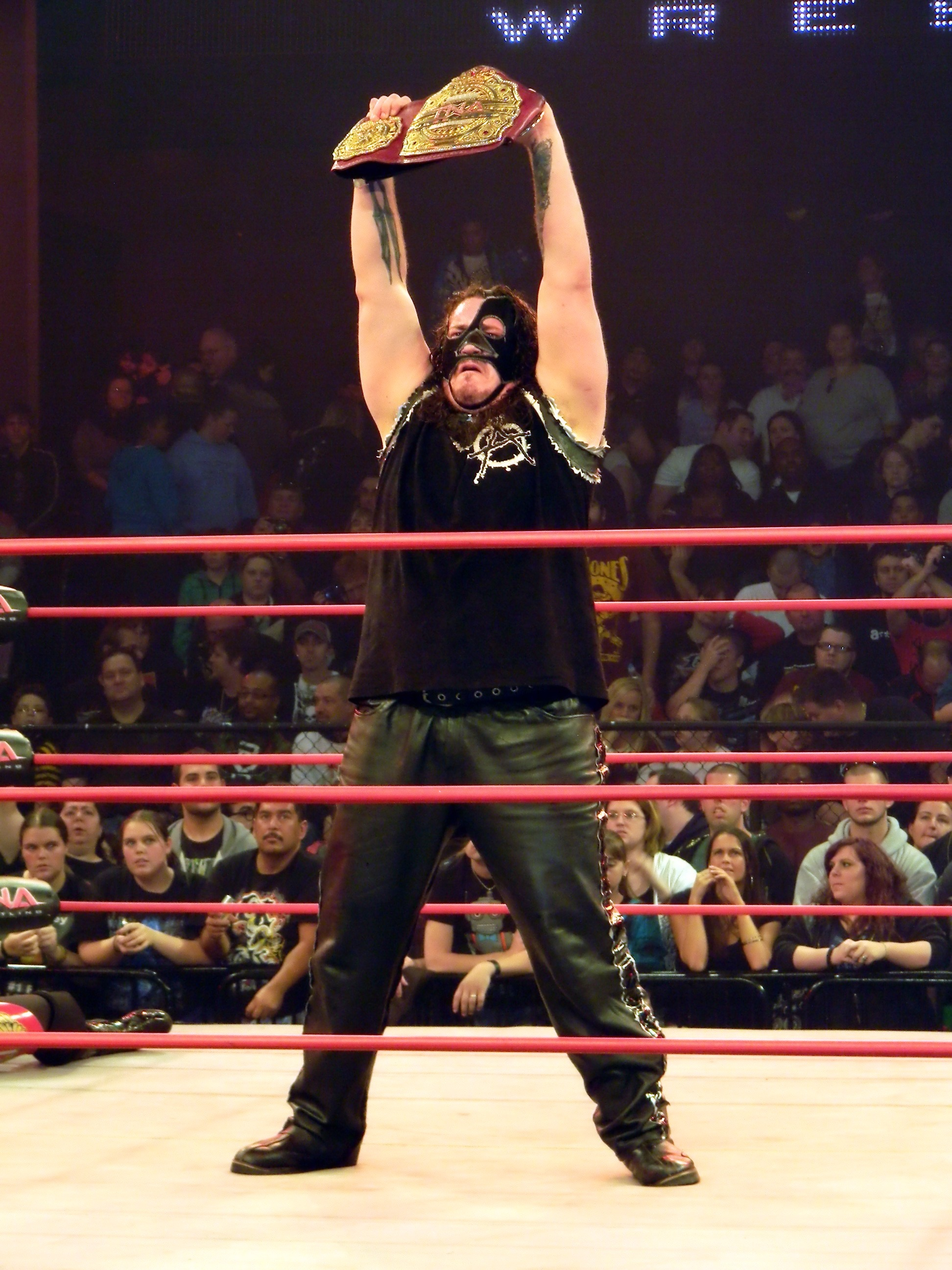
أبيس حافظ على البطولة أكثر من بقية أبطالها

في 3 يوليو 2014، أعلن مدير تي إن إيه التنفيذي كيرت أنغل البطولة غير نشطة. تمت إعادة تنشيط البطولة في 25 يونيو 2015، بواسطة تي إن إيه تحت اسم جديد هو «بطولة ملك الجبل تي إن إيه». أعلنت تي إن إيه أن البطل الجديد سيتم تحديده في مباراة ملك الجبل في حدث سلامفيرسيري في 28 يونيو. وفي الحدث، هزم جيف جاريت كلًا من مات هاردي وإريك يونغ ودرو جالواي وبوبي روود للفوز بالبطولة. ظهرت البطولة في منظمة جي إف دبليو في 7 يوليو حيث هاجم يونغ جاريت وسرق حزام البطولة.
خلال 18 أغسطس 2016، وأثناء تسجيل مباريات إمباكت ريسلينغ، ألغيت بطولة ملك الجبل وأُعلن عن بطولة جديدة هي بطولة إمباكت غراند.

## مرات حمل البطولة
كان بوكر تي البطل الإفتتاحي حين منح البطولة لنفسه في 23 أكتوبر 2008 من حلقة إمباكت!. يحمل إريك يونغ الرقم القياسي لأكثر عدد مرات حمل اللقب وهو ثلاثة، وهو المصارع الوحيد الذي حمل البطولة تحت أسمائها الأربعة. فترة حمل أبيس الثانية هي الأطول في تاريخ اللقب بـ396 يومًا. يتشارك بي جاي بلاك ولاشلي بالسجل لأقصر فترة في تاريخ البطولة بيوم واحد. يحمل أبيس الرقم القياسي للأيام المشتركة كبطل بـ460 يومًا. لاشلي كان البطل الأخير بعد أن هزم بطل البطولة جيمس ستورم، في مباراة كانت كذلك على بطولتين حملهما لاشلي وهما بطولة إكس ديفيجن وبطولة الوزن الثقيل العالمي، حيث وحد البطولة مع بطولته العالمية، وبالتالي ألغيت بطولة ملك بطولة الجبل في هذه العملية.
وعمومًا، كان هناك 25 عهدًا بين 19 مصارع، مع ثلاثة مرات أُشغرت فيها البطولة ومرتين تم تعطيلها.